# Швидке перетворення Волша–Адамара

Швидке перетворення Волша–Адамара, застосоване до вектора довжини 8

Приклад для вхідного вектора (1, 0, 1, 0, 0, 1, 1, 0)

Швидке перетворення Волша–Адамара (ШПВА) — це ефективний алгоритм для обчислення перетворення Волша–Адамара (ПВА). Наївна реалізація ПВА порядку {\displaystyle n=2^{m}} матиме обчислювальну складність O({\displaystyle n^{2}}) . ШПВА вимагає лише {\displaystyle n\log n} додавань або віднімань.
ШПВА — це алгоритм типу «розділяй і володарюй», який рекурсивно розбиває ПВА розміру {\displaystyle n} на два менших ПВА розміром {\displaystyle n/2}. Ця реалізація відповідає рекурсивному визначенню матриці Адамара {\displaystyle H_{m}} розміром {\displaystyle 2^{m}\times 2^{m}}:
{\displaystyle H_{m}={\frac {1}{\sqrt {2}}}{\begin{pmatrix}H_{m-1}&H_{m-1}\\H_{m-1}&-H_{m-1}\end{pmatrix}}.}
Коефіцієнти нормалізації {\displaystyle 1/{\sqrt {2}}} для кожного етапу можуть бути згруповані разом або навіть пропущені.
Упорядковане за послідовністю, також відоме як упорядковане за Волшем ШПВА, отримується шляхом обчислення ШПВА, як зазначено вище, з наступним перегруповуванням виходів.
Проста швидка нерекурсивна реалізація перетворення Волша–Адамара випливає з розкладання матриці перетворення Адамара як {\displaystyle H_{m}=A^{m}}, де A — корінь m -го числа {\displaystyle H_{m}}.

## Приклад коду Python
```
import
 
math

def
 
fwht
(
a
)
 
->
 
None
:

    
"""In-place Fast Walsh–Hadamard Transform of array a."""

    
assert
 
math
.
log2
(
len
(
a
))
.
is_integer
(),
 
"length of a is a power of 2"

    
h
 
=
 
1

    
while
 
h
 
<
 
len
(
a
):

        
# perform FWHT

        
for
 
i
 
in
 
range
(
0
,
 
len
(
a
),
 
h
 
*
 
2
):

            
for
 
j
 
in
 
range
(
i
,
 
i
 
+
 
h
):

                
x
 
=
 
a
[
j
]

                
y
 
=
 
a
[
j
 
+
 
h
]

                
a
[
j
]
 
=
 
x
 
+
 
y

                
a
[
j
 
+
 
h
]
 
=
 
x
 
-
 
y

        
# normalize and increment

        
a
 
/=
 
math
.
sqrt
(
2
)

        
h
 
*=
 
2

```